# Terreneuvien
| Systeem                                                                                 | Serie        | etage        | Ouderdom (Ma) |
| --------------------------------------------------------------------------------------- | ------------ | ------------ | ------------- |
| Ordovicium                                                                              | Onder        | Tremadocien  | jonger        |
| Cambrium                                                                                | Furongien    | 10e etage    | 485,4–489,5   |
| Cambrium                                                                                | Furongien    | Jiangshanien | 489,5-494     |
| Cambrium                                                                                | Furongien    | Paibien      | 494–497       |
| Cambrium                                                                                | Miaolingien  | Guzhangien   | 497–500,5     |
| Cambrium                                                                                | Miaolingien  | Drumien      | 500,5-504,5   |
| Cambrium                                                                                | Miaolingien  | Wuliuen      | 504,5–509     |
| Cambrium                                                                                | 2e serie     | 4e etage     | 509–514       |
| Cambrium                                                                                | 2e serie     | 3e etage     | 514-521       |
| Cambrium                                                                                | Terreneuvien | 2e etage     | 521-529       |
| Cambrium                                                                                | Terreneuvien | Fortunien    | 529–541,0     |
| Ediacarium                                                                              | Ediacarium   | Ediacarium   | ouder         |
| Indeling van het Cambrium volgens de ICS. Cursieve ouderdommen zijn slechts indicaties. |              |              |               |

Het Terreneuvien is in de geologische tijdschaal het vroegste van vier tijdvakken (of in de stratigrafie series) waarin het Cambrium verdeeld wordt. Het Terreneuvien duurde van 541,0 ± 1,0 tot ongeveer 521 Ma. Het volgt op de nog niet verder in tijdvakken ingedeelde periode Ediacarium en wordt opgevolgd door het voorlopig nog naamloze tweede tijdvak van het Cambrium. Het Terreneuvien wordt ingedeeld in twee tijdsnedes: het Fortunien en een nog niet benoemde tweede tijdsnede.
Het Terreneuvien is genoemd naar de Franse naam voor Newfoundland: Terre-Neuve. De ondergrens van het Terreneuvien wordt gelegd bij het eerste voorkomen van het sporenfossiel Treptichnus (Phycodes) pedum. Deze grens valt bijna samen met een tijdelijke afwijking in de verhouding tussen de koolstofisotopen C12 en C13. De ondergrens van het Terreneuvien is ook de grens tussen de periodes Ediacarium en Cambrium, de era's Neoproterozoïcum en Paleozoïcum en de eonen Proterozoïcum en Fanerozoïcum. De golden spike voor de grens bevindt zich bij Fortune Head op Newfoundland. De bovengrens van het Terreneuvien was in 2007 nog niet vastgelegd, maar zal waarschijnlijk bij het eerste voorkomen van trilobieten komen te liggen.